# Kelly Clarkson
Kelly Brianne Clarkson (sinh ngày 24 tháng 4 năm 1982), hay còn được biết đến với tên Kelly Clarkson, là một ca sĩ, nhạc sĩ, diễn viên và tác giả người Mỹ. Cô trở nên nổi tiếng từ năm 2002 sau khi chiến thắng mùa đầu tiên của American Idol, và ngày nay cô được gọi với những biệt hiệu "Original American Idol" (Thần tượng Âm nhạc Mỹ đầu tiên) và "Queen of Covers" (Nữ hoàng Cover). Cô cũng là á quân của cuộc thi World Idol được tổ chức năm tiếp theo. Sau khi ký hợp đồng với RCA Records, Clarkson phát hành đĩa đơn đầu tay, "A Moment Like This", đứng đầu bảng xếp hạng Billboard Hot 100 và trở thành đĩa đơn bán chạy nhất tại hoa Kỳ năm 2002. Album phòng thu đầu tay của cô, Thankful (2003), mở đầu tại vị trí đầu bảng trên Billboard 200 và đạt chứng nhận Bạch kim đôi bởi Hiệp hội Công nghiệp thu âm Hoa Kỳ (RIAA). Đĩa đơn mở đường cho album, "Miss Independent", trở thành bản hit top 10 ở nhiều quốc gia.
Cố gắng thoát khỏi hình ảnh "Idol", Clarkson đã quyết định rũ bỏ sự quản lý của American Idol và tìm ra chất nhạc mang hướng rock cho album phòng thu thứ hai, Breakaway (2004). Album đã bán được 15 triệu bản và giúp Clarkson có hai giải Grammy. Nắm giữ toàn quyền trong album thứ ba, My December (2007), cô còn là nhà sản xuất điều hành và đồng sáng tác chất nhạc cho cả album. Tuy nhiên, cô đã có xích mích với hãng đĩa, đặc biệt là Clive Davis, người rất không hài lòng với hướng đi âm nhạc của cô. Điều đó dẫn đến việc album được hãng đĩa quảng bá một cách không hiệu quả. Album thứ tư của Clarkson, All I Ever Wanted (2009), trở thành album thứ hai của cô mở đầu tại vị trí quán quân trên bảng xếp hạng Billboard 200. Đĩa đơn đầu từ album, "My Life Would Suck Without You", hiện đang nắm giữ kỷ lục về bước nhảy lên ngôi đầu bảng lớn nhất của bảng xếp hạng Hot 100.
Album thứ năm của Clarkson, Stronger (2011), giành giải Grammy cho Album giọng pop xuất sắc nhất, khiến cô trở thành người đầu tiên thắng hạng mục này hai lần. Album giúp cô có đĩa đơn quán quân thứ ba trên Hot 100, "Stronger (What Doesn't Kill You)". Album thứ sáu của Clarkson đồng thời là sản phẩm nhạc Giáng sinh đầu tiên của cô, Wrapped in Red (2013), trở thành album nhạc lễ bán chạy nhất năm trên toàn cầu, giúp cô trở thành nghệ sĩ Mỹ đầu tiên đạt thành tích này. Năm 2015, Clarkson phát hành album phòng thu thứ bảy và cuối cùng dưới hãng đĩa RCA, Piece by Piece (2015), là album thứ ba của cô mở đầu tại vị trí quán quân trên Billboard 200. Bản nhạc chủ đề của album trở thành đĩa đơn top 10 thứ 11 của cô trên Hot 100. Cô đã ký một hợp đồng mới với Atlantic Records vào năm 2016 và cô dự định sẽ phát hành album thứ tám với chất nhạc soul vào tháng 6 năm 2017.
Bên cạnh sự nghiệp âm nhạc, Clarkson cũng tham gia một số bộ phim truyền hình và phim rạp, với vai mở đầu trong From Justin to Kelly (2003). Cô được biết đến với chất giọng khỏe và linh hoạt. Âm nhạc của cô thường nói về những cuộc tình đổ vỡ, sự độc lập và tìm động lực dành cho phụ nữ và thanh thiếu niên. Những sản phẩm âm nhạc cũng giúp cô sở hữu nhiều giải thưởng, gồm 3 giải Grammy, 3 giải Video âm nhạc của MTV, 12 giải thưởng âm nhạc Billboard, 4 giải thưởng âm nhạc Mỹ, và 2 giải thưởng Viện Hàn lâm nhạc đồng quê Hoa Kỳ. Trong suốt sự nghiệp trải dài hơn một thập kỷ, Clarkson đã sở hữu ba bản hit quán quân Billboard và bán được 25 triệu bản album toàn cầu. Năm 2012, cô được xếp hạng 19 trong danh sách "100 Greatest Women in Music" (100 người phụ nữ vĩ đại nhất trong ngành âm nhạc" của VH1. Billboard cũng đã xếp Clarkson ở hạng 14 trong danh sách những nghệ sĩ bán chạy nhất thập niên 2000s.

## Tiểu sử

### Trước American Idol
Kelly Clarkson sinh ra ở thành phố Forth Worth, tiểu bang Texas, và lớn lên tại một thị trấn nhỏ ở vùng Burleson, ngoại ô Fort Worth, tiểu bang Texas. Mẹ cô là Jeanne Ann Rose, một giáo viên tiểu học, người mang trong mình hai dòng máu Hi Lạp và Ireland. Cha cô là Stephen Michael Clarkson, một kỹ sư người gốc xứ Wales. Kelly là con út trong gia đình, trên cô còn có anh trai Jason và chị gái Alyssa. Khi Kelly lên 6 tuổi, cha mẹ cô ly hôn. Kelly ở với mẹ, chị Alyssa ở với dì, còn anh trai Jason về với bố. Sau nhiều lần chuyển nhà, Kelly trở về Burleson, nơi mẹ cô đã kết hôn với người chồng thứ hai - Jimmy Taylor.
Tài năng của Kelly được giáo viên dạy nhạc Cynthia Glenn phát hiện ra khi cô còn đang học lớp bảy. Sau một lần nghe Kelly hát, bà rất bất ngờ khi biết rằng cô chưa bao giờ học về thanh nhạc, rồi bà đã đề nghị Kelly hát trong dàn đồng ca của trường.
Kelly đã từng làm nhiều nghề trong và sau khi học xong trung học như cắt cỏ, giúp đỡ cha dượng, làm thêm tại rạp chiếu phim,... cho tới khi cô chuyển đến Los Angeles. Sau khi tốt nghiệp trung học, Kelly nhận được học bổng toàn phần của trường Đại học Texas và trường Đại học Âm nhạc Berklee. Những tưởng Kelly sẽ theo học đại học, nhưng cô đã quyết định hoàn toàn ngược lại. Kelly nói rằng: "Tôi đã viết nhạc rất nhiều, tôi muốn tự mình thử sức trong lĩnh vực này và tôi cũng chắc rằng bạn sẽ không bao giờ quá già để học đại học."
Năm 2000, sau khi tốt nghiệp phổ thông, Kelly đã làm nhiều nghề phụ để gửi CD demo cho các hãng đĩa. Cô đã nhận được một vài hồi âm và quyết định lên Hollywood để tìm kiếm cơ hội trong âm nhạc. Một trong số đó là cuộc gặp gỡ nhà soạn nhạc nổi tiếng Gerry Goffin. Tuy nhiên, cuộc hẹn đã không mang lại nhiều kết quả mong đợi. Sau đó, Kelly đã đóng một vài vai phụ trong bộ phim truyền hình Sabrina, the Teenage Witch và That's 70s Show. Sau bốn tháng thử sức tại Hollywood, Kelly trở về Texas với tâm trạng chán nản khi ngôi nhà của cô bị cháy. Ở Texas, Kelly quay lại với công việc hầu bàn, bán hàng qua điện thoại, quảng cáo cho Red Bull và một công việc phụ tại rạp chiếu phim (có thể thấy qua video "Breakaway").

### American Idol 2002
Với những nỗ lực và phấn đấu không ngừng, ngày 4 tháng 9 năm 2002, Kelly đã trở thành người đầu tiên giành chiến thắng trong cuộc thi American Idol, với tổng cộng 58% số phiếu bầu. Trong đêm chung kết, cô đã thể hiện hết sức thành công bài hát "A Moment Like This". Ca khúc được chọn làm đĩa đơn này đã mang đến cho Kelly vị trí quán quân trên US Billboard Hot 100 với 236.000 bản bán được trong tuần đầu tiên phát hành.
| Tuần #    | Ca khúc trình diễn                                | Nghệ sĩ đã thể hiện            | Ghi Chú                        | Kết quả     |
| --------- | ------------------------------------------------- | ------------------------------ | ------------------------------ | ----------- |
| Top 121   | "Respect"                                         | Aretha Franklin                | Hollywood round 1              | Vượt qua    |
| Top 65    | "I Say a Little Prayer"                           | Dionne Warwick                 | Hollywood round 2              | Vượt qua    |
| Top 45    | "Save The Best For Last"                          | Vanessa L. Williams            | Hollywood round 3              | Vượt qua    |
| Top 30    | "Respect"                                         | Aretha Franklin                | Semi-final group 2             | Vượt qua    |
| Top 10    | "You're All I Need to Get By"                     | Marvin Gaye/Tammi Terrell      | Motown                         | Vượt qua    |
| Top 8     | "(You Make Me Feel Like) A Natural Woman"         | Aretha Franklin                | 1960's week                    | Vượt qua    |
| Top 7     | "Don't Play That Song"                            | Aretha Franklin                | 1970's week                    | Vượt qua    |
| Top 6     | "Stuff Like That There"                           | Betty Hutton                   | Big Band week                  | Vượt qua    |
| Top 5     | "Walk on By"                                      | Dionne Warwick                 | Burt Bacharach Love Songs week | Vượt qua    |
| Top 4     | "It's Raining Men" "I Surrender"                  | Weather Girls Céline Dion      | 1980's week, 1990's week       | Vượt qua    |
| Top 3     | "Think Twice" Without You"                        | Céline Dion Badfinger          | Judge's Week                   | Vượt qua    |
| Top 2     | "Respect" "Before Your Love" "A Moment Like This" | Aretha Franklin Kelly Clarkson | Singer's Choice Week           | Vượt qua    |
| Chung Kết | "A Moment Like This"                              | Kelly Clarkson                 | Crowned as American Idol       | Chiến Thắng |

## Sự nghiệp Âm nhạc

### Thankful (2003-2004)
Ngày 15 tháng 4 năm 2003, Kelly đã phát hành album đầu tay mang tên Thankful, những thành công từ single mở đường "A Moment Like This" đã giúp cho "Thankful" nhanh chóng chiếm giữ vị trí quán quân trên US Billboard Hot 200. "Thankful" đã được nhiều lời tán dương mặc dù các nhà phê bình cho rằng thành công của nó có thể được ghi nhận do tính thị trường của âm nhạc. Album có tổng cộng 4 đĩa đơn. Single đầu tiên là "A Moment Like This" lập kỉ lục trên Billboard Hot 100 khi khi nhảy từ vị trí thứ 52 lên tận đầu bảng, phá vỡ kỉ lạc của The Beatles vào năm 1964 khi ca khúc "Can't Buy Me Loves" từ vị trí 27 lên vị trí số 1. Đĩa đơn thứ hai là "Miss Independent", lọt vào top 10 ở Mĩ và Canada, ca khúc này cũng đã đem lại cho Kelly giải thưởng Grammy với đề cử nữ nghệ sĩ trình diễn nhạc pop xuất sắc. Đĩa đơn thứ ba là "Low", chỉ có thể leo lên vị trí 58 ở Mĩ và single cuối cùng là "The Trouble With Love Is" không thể lọt vào bảng xếp hạng US Billboard Hot 100, tuy nhiên ca khúc này lại được chọn làm soundtrack của bộ phim "Love Actually".
Cũng trong năm 2003 Kelly cùng với một số thí sinh của American Idol đã cùng nhau tham gia vào bộ phim "From Justin To Kelly", Tuy nhiên bộ phim này lại không được đánh giá cao, đặc biệt là khả năng diễn xuất của hai diễn viên chính.
Đến năm 2009, album Thankful đã bán được 4 triệu bản trên toàn thế giới.

### Breakaway (2004-2006)
Vào ngày 30/11/2004, RCA Records đã phát hành album thứ hai của Kelly mang tên Breakaway. Album này đã lọt vào bảng xếp hạng album Billboard Hot 200 với vị trí thứ 3 ngay tuần đầu tiên. "Breakaway" đã nhận được vô số những lời tán dương từ các nhà phê bình âm nhạc uy tín. Kelly đã khai thác rất kĩ lưỡng khía cạnh pop/rock trong album này. Một số người đã so sánh cô với Avril Lavigne. Trong Album thứ hai này Kelly đã đồng sáng tác 6/12 ca khúc với các nhạc sĩ lừng danh như Max Martin ("Since U Been Gone", "Behind These Hazel Eyes"), Avril Lavigne ("Breakaway") cùng Ben Moody và David Hodges ("Because of You", "Addicted").
Đĩa đơn đầu tiên từ album là Breakaway, là nhạc phim của bộ phim Nhật ký Công chúa 2: Đám cưới Hoàng gia(2004), đạt được thành công trên toàn thế giới.Breakaway trở thành single thứ ba của Kelly đạt top 10 tại Billboard Hot 100. Breakaway đạt tới vị trí #10 tại Australia và #22 tại Anh.
Đĩa đơn thứ 2 từ album là Since U Been Gone, viết bởi bộ đôi Dr.Luke và Max Martin, và trở thành single thành công nhất của album Breakaway. Giai điệu rock mạnh mẽ và bắt tai đã làm nên thành công của Since U Been Gone, với #2 tại Mĩ và top 5 trên toàn thế giới.Since U Been Gone đoạt 1 giải Grammy cho Trình diễn Pop nữ xuất sắc nhất.
Single thứ 3 và thứ của album là Behind These Hazel Eyes và Because Of You cũng tiếp nối thành công của Breakaway và Since U Been Gone. Video của Behind These Hazel Eyes đã lập kỉ lục đứng vị trí #1 33/50 tuần trong chương trình TRL, trở thành video #1 nhiều nhất của 1 ca sĩ nữ trong chương trình này. Còn Because Of You thì trở thành bài hát thành công nhất của Kelly trên toàn thế giới.Video của Because Of You đoạt giải Video nữ xuất sắc nhất tại 2006 MTV Video Music Awards.
Trong năm 2005, Kelly được chọn làm khách mời cho chương trình Saturday Night Live và diễn trong 2 vở kịch ngắn. Kelly cũng có tên trong danh sách "Hottest 25 Stars Under 25" của tạp chí Teen People. Những thành công từ "Breakaway" đã đem lại cho Kelly vô số giải thưởng âm nhạc quan trọng, trong đó có hai giải Grammy cho album nhạc pop và nữ nghệ sĩ trình diễn nhạc pop xuất sắc, bốn giải của "Teen Choice Awards" và hai giải tại "MTV Video Music Awards 2006".
Tính đến năm 2009, album Breakaway bán được 13 triệu bản trên toàn thế giới, trở thành album thành công nhất của Kelly cho đến hiện tại.

### My December (2007-2008)
Ngày 26 tháng 6 năm 2007, Kelly Clarkson đã tung ra album thứ ba mang tên My December, đây là album đầu tiên mà Kelly tham gia cùng lúc cả ba vai trò là ca sĩ, nhạc sĩ và nhà sản xuất. Thành công vang dội từ album thứ hai cùng với sự kiện Kelly đột ngột tuyên bố hủy bỏ tour diễn tại 31 thành phố nước Mỹ trong mùa hè 2007 để dồn sức cho My December càng làm cho album thứ ba này càng được khán giả trông chờ. Tuy nhiên, âm nhạc trong My December không "nóng" như sự trông mong của người hâm mộ. Với không khí âm nhạc u buồn và ảm đạm, "My December" không thực sự lôi cuốn được nhiều người nghe và không thể mang lại những thành công như hai album đầu. Phần lớn các ca khúc trong album đều là những sáng tác tâm đắc của Kelly và album đã nhận được những đánh giá rất cao về mặt nghệ thuật của các nhà phê bình âm nhạc. "My December" có tổng cộng bốn đĩa đơn. "Never Again" là đĩa đơn đầu tiên, single này lọt vào top 10 ở Mỹ, Canada, và Châu Âu, đây cũng là đĩa đơn thành công nhất trong album. Đĩa đơn thứ hai là "Sober" thất bại ở Mĩ khi không thể lọt vào US Billboard Hot 100. Hai đĩa đơn còn lại là "Don't Waste Your Time" và "One Minutue" xuất hiện trên một số bảng xếp hạng ở Australia và Đức. Cuối năm 2007 album đã được công nhận đĩa vàng tại Mĩ và bán được gần 1.5 triệu bản ở trên toàn thế giới.
Tính đến năm 2009, My December đã bán được hơn 2,5 triệu bản trên toàn thế giới.

### All I Ever Wanted (2009)
Kelly làm việc rất tích cực để có thể phát hành một album. Trong album thứ tư này Kelly sẽ cộng tác với nhạc sĩ Ryan Tedder, nhóm trưởng của ban nhạc OneRepublic. Một vài bản demo của các ca khúc dự định sẽ phát hành trong album như: "Close Your Eyes", "One Day", "Ready" hay "With a Little Bit of Luck" đã xuất hiện trên Internet. 
- Single đầu tiên của Kelly mang tên My Life Would Suck Without You đã chính thức ra mắt trên radio của Mỹ vào ngày 19/1/2009. Ngay khi mới lên sóng, single này đã giành được sự ủng hộ rất lớn từ người nghe. Mới chỉ qua một ngày, nhưng lượng khán giả nghe My Life Would Suck Without You đã lên đến con số 3,6 triệu lượt. Vào ngày 29/1/2009, Kelly Clarkson lại một lần nữa làm nên kỉ lục tại Bảng xếp hạng Billboard Hot 100. Single My Life Would Suck Without You đã nhảy từ #97 lên đến #1, vượt qua kỉ lục cũ của Britney Spears với single Womanizer nhảy từ #96 lên #1 và giành lại kỉ lục cô đã từng lập một lần trong năm 2003 - A Moment Like This (từ #52 lên #1).
- Kelly cũng nhắc đến trong một bài phỏng vấn trên radio của Anh là cô đã thu âm một bài hát của Katy Perry có tên "I Do Not Hook Up", bài hát này có khả năng sẽ là đĩa đơn thứ hai của album All I Ever Wanted Single thứ 2 từ All I Ever Wanted là I Do Not Hook Up được tung ra vào ngày 19/4/2009. Bài hát này được Kelly Clarkson cover lại của Katy Perry. Có lẽ do sự thành công vang dội của single đầu tiên - My Life Would Suck Without You, nên I Do Not Hook Up không tạo được ấn tượng mạnh mẽ như single đầu.

Dù giai điệu của bài khá ấn tượng. Một số ý kiến cho rằng Kelly cover lại bài này không hay bằng Katy Perry. Single có xuất hiện trến một vài bảng xếp hạng nhưng thứ hạng không không có sự vượt hạng ấn tượng. Tuy nhiên ở bảng xếp hạng MTV Asia, I Do Not Hook Up vẫn vươn lên được vị trí quán quân trong 1 tuần.
- Single thứ ba của album có tên là Already Gone được phát hành vào 11/8/2009. Theo một vài nguồn tin thì Kelly không hề muốn chọn ca khúc này làm single vì ca khúc này có một số điểm giống với hit single đã phát hành trước đó của Beyoncé: "Halo". Tuy nhiên hãng đĩa mới là người quyết định. Thành viên của nhóm nhạc OneRepublic Ryan Tedder đã làm việc cùng Kelly cho "All I Ever Wanted" trước khi tham gia cho "I Am… Sasha Fierce" của Beyoncé, thế nên có vẻ như anh đã cho hai sản phẩm "Already Gone" và "Halo" dùng chung một vài yếu tố âm nhạc. Điều này lý giải tại sao người nghe thấy hai ca khúc này có nhiều điểm giống nhau. Kelly phản ứng khá gay gắt khi biết điều này: "Album của cô ấy (Beyoncé) tung ra khi album của tôi đã được in ấn chuẩn bị xong xuôi. Sẽ chẳng ai nghĩ rằng ‘Ryan Tedder đưa Beyoncé và Kelly bản nhạc giống nhau’. Không, họ sẽ chỉ nói rằng tôi ăn cắp nhạc của người khác." Tuy nhiên cuối cùng thì hãng đĩa đã quyết định tung "Already Gone" mà không cần sự đồng ý của Kelly. Cuối tháng 6, cô đã cùng với đạo diễn tài năng Joseph Kahn bấm máy Video cho single này. Vào ngày 27/7/2009, "Already Gone" đã chính thức ra mắt khán giả ở Anh và Mỹ. Khá đơn giản nhưng đẹp và nghệ thuật, đó là những gì chúng ta có thể nói về sản phẩm mới nhất của Joseph Kahn. Bằng cách này hay cách khác, đạo diễn nhiều lần cộng tác với Britney Spears đã che đi một vài khuyết điểm hiện nay của Kelly như mũm mĩm, tạo nên một Video được đánh giá cao. Single này đã quay trở lại bảng xếp hạng Billboard Hot 100 với thứ hạng ngày càng cải thiện và đạt cao nhất ở #13 trên Billboard Hot 100 và #3 trên Adult Contemporary vào những thời điểm cuối tháng 4 năm 2009.
- Single thứ tư mang cùng tên với album được phát hành ngày 9/3/2010, bài hát được đánh giá là mang nhiều âm hưởng từ Rihanna và Timbaland. All I Ever Wanted đứng ở vị trí cao nhất tại #96 và bán được hơn 79 000 bản tính tới hiện nay.

All I Ever Wanted ngay tuần đầu phát hành đã đứng số 1 Billboard 200 với 255,000 bản và trụ vững số 1 ở tuần tiếp theo với 90,000 bản.

### Stronger (2011)
Năm 2011 chính là một năm đột phá với sự trở lại của thần tượng âm nhạc Mỹ Kelly Clarkson. Mở đầu là Single Mr. Know It All được trình làng vào ngày 26/9 (giờ Mỹ). Single này chính là "đòn" đáp trả của quán quân American Idol với giới truyền thông, những con người luôn cho rằng họ biết mọi thứ về cô và thoải mái đơm đặt những điều không đúng sự thật về cuộc sống của cô. Và đây cũng chính là single mở đường cho Album Stronger của cô. Album Stronger với những ca khúc pop rock có giai điệu catchy sôi động cùng giọng hát mạnh mẽ đầy nội lực của Clarkson đã đạt được nhiều thành công trên các bảng xếp hạng. Album đã giành được giải thưởng Album Pop Vocal năm 2012 tại giải Grammy và có bài hát Stronger (What Doesn't Kill You) được đề cử là màn trình diễn Pop solo của năm tại Giải Grammy.
Wrapped In Red (2013)
Đây là Album có chủ đề về giáng sinh của Kelly. Bài hát nổi bật nhất trong album là bài Underneath The Tree.

## Cuộc sống riêng và Cá tính
Kelly là một người nổi tiếng ôn hòa, đó được coi là một điều hiếm thấy ở các ngôi sao nổi tiếng. Và cô cũng tuyên bố rằng mọi người sẽ không bao giờ thấy cô xuất hiện trên báo chí với những chuyện vô bổ. Những mối quan hệ riêng tư của Kelly rất ít khi được công khai, mặc dù một vài chuyện tình cảm của cô đã tạo nên nhiều sự chú ý của những người hâm mộ và các phương tiện thông tin đại chúng. Trong khi đọc bài diễn văn của mình tại giải MTV Video Music Awards vào tháng 8 năm 2005, Kelly đã gởi lời cảm ơn ngắn gọn đến người đàn ông của cô trước đám đông và đã xác nhận về tin đồn cô đã có một mối quan hệ mới.
Kelly cũng là người rất gần gũi đối với người hâm mộ. Một lần, trong chuyến lưu diễn "Breakaway" ở Chicago, Kelly đã mắc bệnh và thay vì việc hủy bỏ các buổi gặp mặt sau đó như nhiều ca sĩ khác thì cô chỉ xin lỗi những người hâm mộ của mình vì cô không thể nói chuyện được nhiều với họ. Kelly cũng vướng vào nhiều cuộc tranh luận của báo chí, như luận điệu cho rằng Kelly đã phá vỡ quy định khi ký hợp đồng với công ty đĩa hát (những người tham gia American Idol không được ký hợp đồng với bất kì công ty đĩa hát nào), và sau đó một vài người đã cho rằng Kelly đã thiếu tinh thần thượng võ trong cuộc thi World Idol khi cô cho rằng mình sẽ không thắng cuộc. Hiện cô đã có gia đình và mới đây (2014) cô đã sinh 1 đứa con, đặt tên là River Róse.

## Danh sách đĩa nhạc
- Thankful (2003)
- Breakaway (2004)
- My December (2007)
- All I Ever Wanted (2009)
- Stronger (2011)
- Wrapped in Red (2013)
- Piece by Piece (2015)
- Meaning of Life (2017)

## Lưu diễn
| Biểu diễn chính/Đồng biểu diễn chính - American Idols LIVE! Tour 2002 (2002) (với những người chiến thắng American Idol mùa thứ nhất) - Independent Tour (2004) (biểu diễn chính cùng với Clay Aiken) - Breakaway World Tour (2005–06) - Hazel Eyes Tour (2005) - Addicted Tour (2006) - My December Tour (2007–08) - 2 Worlds 2 Voices Tour (2008) (biểu diễn chính cùng với Reba McEntire) - All I Ever Wanted Tour (2009–10) - Stronger Tour (2012) - 2012 Summer Tour (2012) (biểu diễn chính cùng với The Fray) - Piece by Piece Tour (2015) Khách mời - 12th Annual Honda Civic Tour (2013) (với Maroon 5) - Chung kết Hoa hậu Việt Nam (2014) | Quảng bá - Kelly Clarkson in Concert (2003) - All I Ever Wanted Summer Fair Tour (2009) |

## Danh sách phim
| Năm            | Tên                                              | Vai                                  | Ghi chú                                                                                          | Nguồn                |
| -------------- | ------------------------------------------------ | ------------------------------------ | ------------------------------------------------------------------------------------------------ | -------------------- |
| 2002           | Sabrina the Teenage Witch                        | Vai phụ                              | Tập: "The Whole Ball of Wax" (không ghi chú)                                                     | [ 11 ]               |
| 2002           | That '80s Show                                   | Vai phụ                              | Tập: "Valentine's Day" (không ghi chú)                                                           | [ 12 ]               |
| 2002           | MADtv                                            | Chính cô                             | Tập 8.1                                                                                          | [ 13 ]               |
| 2003           | From Justin to Kelly                             | Kelly Taylor                         | Vai chính                                                                                        | [ 14 ]               |
| 2003 2004      | American Dreams                                  | Brenda Lee                           | Tập: "And Promises To Keep" "Tidings of Comfort and Joy"                                         | [ 15 ] [ 16 ]        |
| 2004           | King of the Hill                                 | Chính cô                             | Tập: "Stressed for Success" (lồng tiếng)                                                         | [ 17 ]               |
| 2005 2009 2012 | Saturday Night Live                              | Chính cô                             | Tập: "Jason Bateman/Kelly Clarkson" Tracy Morgan/Kelly Clarkson" Charles Barkley/Kelly Clarkson" | [ 18 ] [ 19 ] [ 20 ] |
| 2005           | Damage Control                                   | Chính cô                             | Tập: "Damage Control"                                                                            | [ 21 ]               |
| 2007           | Reba                                             | Kelly                                | Tập: "As We Forgive Those"                                                                       | [ 22 ]               |
| 2011           | Phineas and Ferb                                 | Chính cô                             | Tập: "A Phineas and Ferb Family Christmas" (lồng tiếng)                                          | [ 23 ]               |
| 2012           | Duets                                            | Chính cô (giám khảo/người hướng dẫn) | 9 tập                                                                                            | [ 24 ]               |
| 2012           | Blake Shelton's Not So Family Christmas          | Chính cô                             | Chương trình Giáng sinh đặc biệt                                                                 |                      |
| 2013           | Who Do You Think You Are?                        | Chính cô                             | Loạt phim tài liệu; mùa 4, tập 1                                                                 | [ 26 ]               |
| 2013           | The Crazy Ones                                   | Chính cô                             | Tập: "Pilot"                                                                                     | [ 27 ]               |
| 2013           | Kelly Clarkson's Cautionary Christmas Music Tale | Chính cô                             | Chương trình Giáng sinh đặc biệt                                                                 |                      |
| 2014           | Nashville                                        | Chính cô                             | Tập: "I'll Keep Climbing"                                                                        | [ 28 ]               |